# Теорија струна
Теорија струна је покушај да се у оквиру физике честица помире принципи квантне механике и опште релативности. Такође, уколико се покаже као исправна, постаће главни кандидат за тзв. „Теорију свега“ (енгл. Theory of everything – ТОЕ), односно за покушај описивања свих познатих основних сила и стања материје, на коначан математички начин.
Како још увек не постоје релевантни експерименти којима се могу покрити сва позната енергетска стања честица, теорија струна је и даље предмет сукоба у научној јавности.
Основна претпоставка теорије струна је то да електрони и кваркови у атому нису бездимензионе честице (у суштини, обичне тачке у простору), већ да су заправо једнодимензионалне осцилујуће линије, односно „струне“. Посматрано детаљније, теорија струна се бави и другим елементарним честицама, попут хадрона, бозона и фермиона, и њихових међусобних веза, обједињених под појмом суперсиметрије.
Упрошћено, по овој теорији, на квантни начин се посматрају затезање, кинетика и вибрације ових струна, аналогно обичној затегнутој жици у простору.
Додатни проблем и недоумице изазива и то, што је за потпуну примену теорије струна неопходно укључити и утицај неких, за сада још неуочених димензија универзума, уз већ постојеће и познате четири (три просторне, и једну временску).
Ова теорија је прилично млада, са зачецима у моделу двојне резонанције из 1969. године, и са првим правим значајнијим пробојима из '90 година прошлог столећа.
Научници који су поборници ове теорије, и који раде на њеном даљем развоју су Стивен Хокинг, Едвард Витен, Хуан Малдасена, Том Бенкс, Вили Фишлер, Стивен Шенкер, Стивен Габсер, Игор Клејбанов, Мичио Каку, Александер Пољаков и Леонард Саскинд. Њихови аргументи су да ова теорија омогућава квалитетно комбиновање квантне теорије поља и опште релативности, потом да је у складу са општим постулатима квантне гравитације (нпр. са термодинамиком црних рупа), и напокон, зато што је прошла низ квалитативних провера своје унутрашње (математичке) стабилности.
Постоје и критичари међу признатим научницима, попут Ричарда Фајнмана, Питера Војта, Ли Смолина, Филипа Андерсона, Лоренса Крауса, Карла Ровелија и Шелдон Ли Глашоу, који ову теорију оспоравају зато што не даје готово никакве експерименталне квантитативне претпоставке, односно, једноставно речено, није прошла фазу испитивања кроз конкретне научне експерименте, а све због огромних енергетских прохтева тих експеримената. Такође, број могућих решења је, према њиховом мишљењу, превелики да би теорија била квалитетна, а и у великој мери су решења зависна од претходних дешавања, да би их они сматрали релевантним.

## Преглед
Теорија струна постулира да електрони и кваркови унутар атома нису 0-димензиони објекти, него да се састоје од 1-димензионалних струна. Те струне могу да осцилују, што даје честицама њихов укус (квантни број), наелектрисање, масу и спин. Теорије струна такође обухватају објекте генералније од струна, зване бране. Реч брана, изведена из „мембрана“, се односи на различите међусобно повезане објекте, као што су Д-бране, црне п-бране и НС5-бране. То су проширени објекти који су наелектрисани извори за диференцијалну форму генерализација векторског потенцијала електромагнетног поља. Ови објекти су међусобно повезани различитим дуалностима. Црној рупи-сличне црне п-бране су идентификоване Д-бранама, које су крајње тачке струна, и та идентификација се назива Gauge-гравитациона дуалност. Истраживање ове једнакости је довело до нових сазнања о квантној хромодинамици, основној теорији јаке нуклеарне силе. Струне формирају затворене петље, осим ако се сусретну са Д-бранама, где оне могу да се отворе у 1-димензионалне линије. Крајње тачке струна не могу да прекину Д-брану, али оне могу да прођу око ње.

### Популарне књиге и чланци
- Paul Davies, Julian R. Brown (editors) (1992). Superstrings: A Theory of Everything? (Reprint изд.). Cambridge: Cambridge University Press. стр. 244. ISBN 978-0-521-43775-2.
- Gefter, Amanda (2005). „Is string theory in trouble?”. New Scientist. Приступљено 19. 12. 2005.
- Green, Michael (1986). „Superstrings”. Scientific American. Приступљено 19. 12. 2005.
- Brian Greene (2003). The Elegant Universe (Reissue изд.). New York: W.W. Norton & Company. стр. 464. ISBN 978-0-393-05858-1. Текст „The Elegant Universe: Superstrings, Hidden Dimensions, and the Quest for the Ultimate Theory ” игнорисан (помоћ)
- Brian Greene (2004). The Fabric of the Cosmos: Space, Time, and the Texture of Reality. New York: Alfred A. Knopf. стр. 569. ISBN 978-0-375-41288-2.
- John Gribbin (1998). The Search for Superstrings, Symmetry, and the Theory of Everything. London: Little Brown and Company. стр. 224. ISBN 978-0-316-32975-0.
- Paul Halpern (2004). The Great Beyond: Higher Dimensions, Parallel Universes, and the Extraordinary Search for a Theory of Everything. Hoboken, New Jersey: John Wiley & Sons, Inc. стр. 326. ISBN 978-0-471-46595-9.
- Dan Hooper (2006). Dark Cosmos: In Search of Our Universe's Missing Mass and Energy. New York: HarperCollins. стр. 240. ISBN 978-0-06-113032-8.
- Michio Kaku (1994). Hyperspace: A Scientific Odyssey Through Parallel Universes, Time Warps, and the Tenth Dimension. Oxford: Oxford University Press. стр. 384. ISBN 978-0-19-508514-3.
- George Musser (2008). The Complete Idiot's Guide to String Theory. Indianapolis: Alpha. стр. 368. ISBN 978-1-59-257702-6.
- Lisa Randall (2005). Warped Passages: Unraveling the Mysteries of the Universe's Hidden Dimensions. New York: Ecco Press. стр. 512. ISBN 978-0-06-053108-9.
- Leonard Susskind (2006). The Cosmic Landscape: String Theory and the Illusion of Intelligent Design. New York: Hachette Book Group/Back Bay Books. стр. 403. ISBN 978-0-316-01333-8.
- Alex Vilenkin (2006). Many Worlds in One: The Search for Other Universes. New York: Hill and Wang. стр. 235. ISBN 978-0-8090-9523-0.
- Witten, Edward (2002). „The Universe on a String” (PDF). Astronomy Magazine. Архивирано из оригинала (PDF) 19. 12. 2012. г. Приступљено 19. 12. 2005.

Две нетехничке књиге које су критичне за разумевање теорије струна:
- Lee Smolin (2006). The Trouble with Physics: The Rise of String Theory, the Fall of a Science, and What Comes Next. New York: Houghton Mifflin Co. стр. 392. ISBN 978-0-618-55105-7.
- Peter Woit (2006). Not Even Wrong - The Failure of String Theory And the Search for Unity in Physical Law. London: Jonathan Cape &: New York: Basic Books. стр. 290. ISBN 978-0-465-09275-8.

### Уџбеници
- Becker, Katrin, Becker, Melanie, and John H. Schwarz (2007). String Theory and M-Theory: A Modern Introduction. Cambridge University Press. ISBN 978-0-521-86069-7.
- Binétruy, Pierre (2007). Supersymmetry: Theory, Experiment, and Cosmology. Oxford University Press. ISBN 978-0-19-850954-7..
- Dine, Michael (2007). Supersymmetry and String Theory: Beyond the Standard Model. Cambridge University Press. ISBN 978-0-521-85841-0..
- Frampton, Paul H. (1974). Dual Resonance Models. Frontiers in Physics. ISBN 978-0-8053-2581-2.
- Gasperini, Maurizio (2007). Elements of String Cosmology. Cambridge University Press. ISBN 978-0-521-86875-4..
- Michael Green, John H. Schwarz and Edward Witten (1987). Superstring theory. Cambridge University Press.. The original textbook.
- Kiritsis, Elias (2007). String Theory in a Nutshell. Princeton University Press. ISBN 978-0-691-12230-4..
- Johnson, Clifford (2003). D-branes. Cambridge: Cambridge University Press. ISBN 978-0-521-80912-2.
- Polchinski, Joseph (1998). String Theory. Cambridge University Press..
- Szabo, Richard J. (Reprinted 2007). An Introduction to String Theory and D-brane Dynamics. Imperial College Press. ISBN 978-1-86094-427-7. .
- Barton Zwiebach (2004). A First Course in String Theory. Cambridge University Press. ISBN 978-0-521-83143-7..

Технички и критички:
- Roger Penrose (2005). The Road to Reality: A Complete Guide to the Laws of the Universe. Knopf. стр. 1136. ISBN 978-0-679-45443-4.

### Онлајн материјал
- David Tong. „Lectures on String Theory”. arXiv:0908.0333 .
- Schwarz, John H. „Introduction to Superstring Theory”. arXiv:hep-ex/0008017 .
- Witten, Edward (1998). „Duality, Spacetime and Quantum Mechanics”. Kavli Institute for Theoretical Physics. Приступљено 16. 12. 2005.
- Tom W. B. Kibble. „Cosmic strings reborn?”. arXiv:astro-ph/0410073 .
- Marolf, Don. „Resource Letter NSST-1: The Nature and Status of String Theory”. arXiv:hep-th/0311044 .
- Ajay, Shakeeb, Wieland (2004). „The nth dimension”. Приступљено 16. 12. 2005.
- Woit, Peter (2002). „Is string theory even wrong?”. American Scientist. Архивирано из оригинала 15. 8. 2009. г. Приступљено 16. 12. 2005.
- Veneziano Gabriele (мај 2004). „The Myth of the Beginning of Time”. Scientific American. Архивирано из оригинала 16. 10. 2007. г. Приступљено 24. 11. 2011.
- Harris, Richard (7. 11. 2006). „Short of 'All,' String Theorists Accused of Nothing”. National Public Radio. Архивирано из оригинала 7. 3. 2007. г. Приступљено 5. 3. 2007.
- „”. Архивирано на веб-сајту  (23. август 2011)
- George Gardner (24. 1. 2007). „Theory of everything put to the test”. Дискусиона група: tech.blorge.com. ID109828243. Архивирано из оригинала 20. 2. 2007. г. Приступљено 3. 3. 2007.
- Minkel, J. R. (2. 3. 2006). „A Prediction from String Theory, with Strings Attached”. Scientific American. Архивирано из оригинала 15. 10. 2007. г. Приступљено 24. 11. 2011.
- Chalmers, Matthew (3. 9. 2007). „Stringscape”. Physics World. Архивирано из оригинала 28. 9. 2007. г. Приступљено 6. 9. 2007. Спољашња веза у |publisher= (помоћ)
- Schwarz, John (2001). „Early History of String Theory: A Personal Perspective”. Приступљено 17. 7. 2009.
- Zidbits (2011-03-27). „A Layman's Explanation For String Theory?”.